# Paris Volley 2020-2021
Questa voce raccoglie le informazioni riguardanti il Paris Volley nelle competizioni ufficiali della stagione 2020-2021.

## Organigramma societario
Area direttiva
- Presidente: Vladan Jelić

Area tecnica
- Allenatore: Dorian Rougeyron
- Allenatore in seconda: Daniel Julien

## Rosa
| N° | Nome             | Ruolo | Data di nascita   | Nazionalità sportiva |
| -- | ---------------- | ----- | ----------------- | -------------------- |
| 1  | Guillermo Hernán | P     | 25 luglio 1982    | Spagna               |
| 2  | Joshua Marty     | S     | 22 maggio 1992    | Francia              |
| 3  | Tatsuya Fukuzawa | S     | 1º luglio 1986    | Giappone             |
| 5  | François Huetz   | S/L   | 5 giugno 2000     | Francia              |
| 6  | Ibrahim Lawani   | O     | 15 settembre 2001 | Francia              |
| 8  | Robin Neraudau   | P     | 18 marzo 1999     | Francia              |
| 10 | Luiz Sene        | C     | 11 marzo 1986     | Brasile              |
| 11 | Miran Kujundžić  | S     | 19 giugno 1997    | Serbia               |
| 12 | Ibrahim Touré    | C     | 27 settembre 1997 | Francia              |
| 14 | Benjamin Diez    | L     | 4 aprile 1998     | Francia              |
| 15 | Antonin Rouzier  | O     | 18 agosto 1986    | Francia              |
| 17 | Svetoslav Gocev  | C     | 31 agosto 1990    | Bulgaria             |
| 18 | Théo Garnon      | L     | 6 luglio 2001     | Francia              |
| 19 | Gildas Prevert   | C     | 15 giugno 1996    | Francia              |